# Mare de Déu de la Pietat (Sant Gregori)
La Mare de Déu de la Pietat és una capella del municipi de Sant Gregori (Gironès).

## Descripció

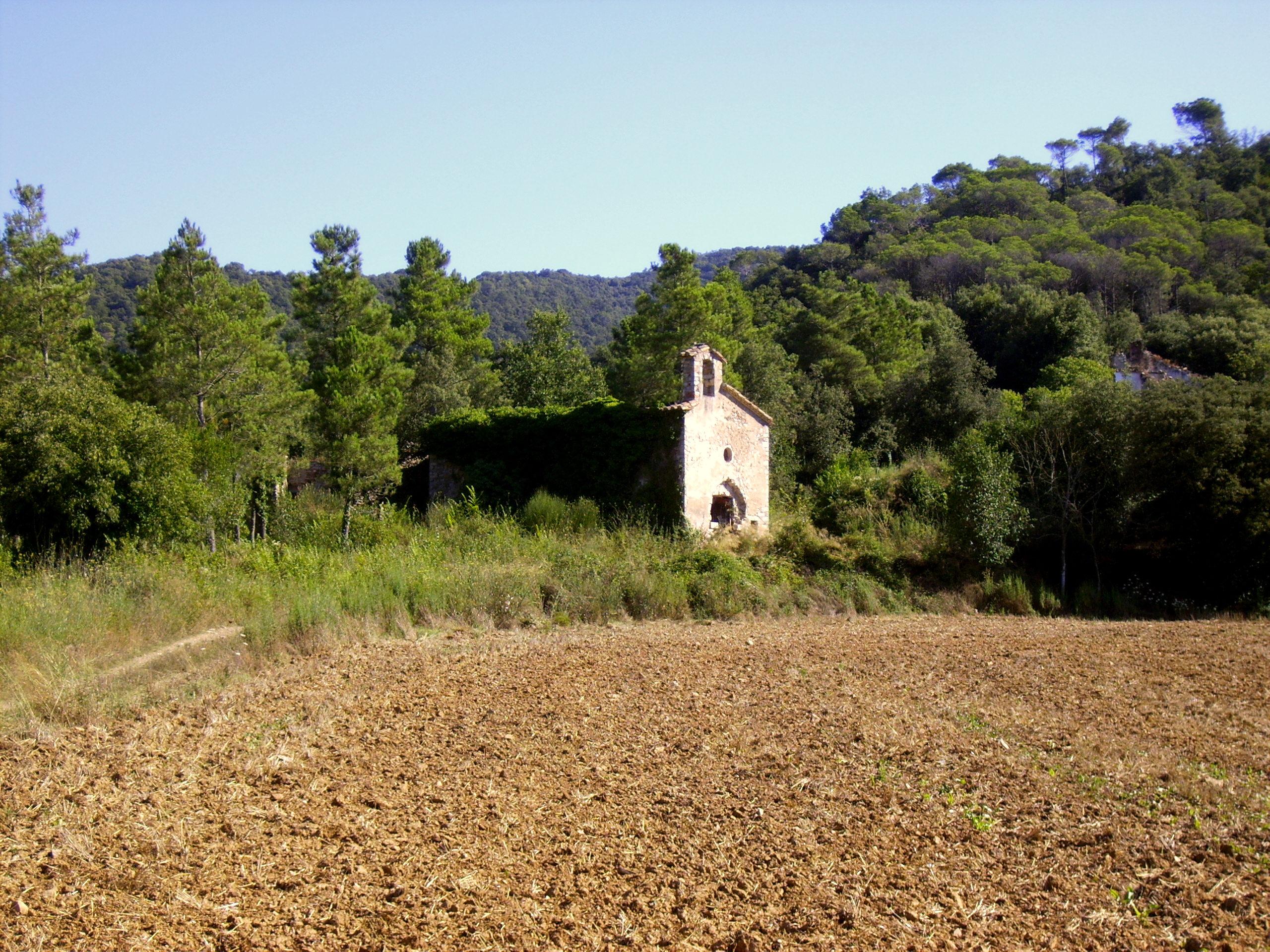
Ermita de la Pietat a Constantins

Petita capella dedicada a la Mare de Déu de la Pietat de planta rectangular amb absis semicircular posterior, construïda amb parets portants de rierencs, carreus a les cantonades i coberta de teula àrab a dues vessants. La façana principal és arrebossada i a la seva part superior hi ha un campanar d'espadanya descentrat i la porta d'accés té forma d'arc de mig punt fet amb dovelles de pedra. En una façana lateral hi ha un cos annexa, possiblement la sagristia. La coberta de la capella es troba acabada en ràfec d'una filera de teula i tres de rajol pintat, el rajol de la filera del mig és col·locat en punta de diamant. L'espai interior es desenvolupa en una sola nau coberta amb una volta de mig punt feta amb maçoneria. A la part de l'absis queden les restes d'un senzill retaule amb fornícules buides d'imatges.
Capella de l'antic mas abandonat de can Masagó, a llevant de la parròquia, fou construïda l'any 1412, tal com es llegeix a la inscripció gòtica de la dovella central de la porta.